# North American Football League (1964)
De North American Football League (NAFL) was een minor league-competitie van Americanfootballteams die eind 1964 werd opgericht, waarna in 1965 en 1966 een competitie werd afgewerkt. In de jaren ‘60 werden er - soms voor korte tijd - in totaal 7 vooraanstaande Minor Leagues opgericht. Doel hiervan was het verkleinen van de stap voor spelers tussen College Football en de profcompetitie van de NFL en AFL, die in 1966 fuseerden.
Naast een visvijver voor NFL- en AFL-teams hadden veel teams uitkomende in de Atlantic Coast Football League (1962-1971, 1973) halverwege de jaren 60 ook een samenwerkingsverband met NFL of AFL-teams. Het enige NAFL-team dat een samenwerkingverband had was Pennsylvania Mustangs. Deze club had een werkovereenkomst met het NFL-team Pittsburgh Steelers.
Voor veel spelers was het spelen voor een Minor League-team financieel erg aantrekkelijk. Naast hun wedstrijden op zaterdag in het najaar had men vaak gedurende het hele jaar een baan ernaast. Dit in tegenstelling tot de NFL en AFL profs die afhankelijk waren van hun wedstrijden in het najaar. Hierdoor was het spelniveau van veel Minor League teams zeker niet minder dan de teams in de NFL of AFL.

## Seizoen 1965
In het eerste jaar bestond de League uit 7 teams verdeeld over een Noordelijke en Zuidelijke Divisie. Van de teams haalde Baltimore Broncos het einde van de competitie niet. Op 5 september 1965 verlieten de Baltimore Broncos na twee nederlagen en een thuisdebuut voor maar 500 toeschouwers de competitie en werden vervangen door de Huntsville Rockets. Halverwege oktober 1965 raakten de Huntsville Rockets in financiële problemen, waarna de spelers het franchise-team overnamen. Met een lening van 2.000 dollar van de NAFL. en 1.000 dollar van hun komende tegenstander, Florida Brahmans, kon de competitie worden uitgespeeld.

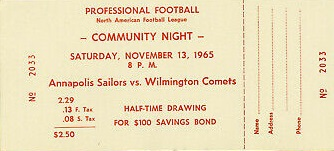
Toegangsbewijs met verloting voor de wedstrijd Annapolis Sailors - Wilmington Comets.

Kampioen in het eerste jaar werd Annapolis Sailors. Het "One Year-Wonder" team had na een moeizame start in de Noordelijke Divisie (2 verliespartijen in 5 wedstrijden) een ijzersterk einde. Met een winning streak van 5 Divisie-wedstrijden werd ook de League finale tegen Mobile Tarpons in winst omgezet. Mobile Tarpons werd pas op de laatste speeldag kampioen van de Zuidelijke Divisie. Tegen directe concurrent Florida Brahmans werd voor 6.700 toeschouwers een 16-7 overwinning behaald
De League-finale tussen Mobile Tarpons en Annapolis Sailors vond plaats op woensdag 24 november 1965 in het Ladd Stadium in Mobile, Alabama. Voor 10.613 toeschouwers nam de thuisploeg tot in het tweede kwart een 13-0 voorsprong, waarna het in de rest van de wedstrijd door ijzersterk verdedigen van Annapolis Sailors niet meer tot scoren kwam. Nog voor de rust had Annapolis Sailors met 26-13 de leiding overgenomen, waarna het team nog 14 keer scoorde zodat de eindstand 40-13 op het scorebord stond.
| Plaats | Naam                  | Wedstrijden | Gewonnen | Gelijk | Verloren | Winst- percentage | Punten voor | Punten tegen | Hoofdcoach                                | Plaats                       | Stadion (capaciteit)                                                 | Toeschouwersgemiddelde     |
| ------ | --------------------- | ----------- | -------- | ------ | -------- | ----------------- | ----------- | ------------ | ----------------------------------------- | ---------------------------- | -------------------------------------------------------------------- | -------------------------- |
| 1.     | Annapolis Sailors     | 10          | 8        | 0      | 2        | 80.0%             | 259         | 136          | Billy Cox                                 | Annapolis, MD                | Panther Stadium (6.600)                                              | 1.047 (over 5 wedstrijden) |
| 2.     | Pennsylvania Mustangs | 8           | 4        | 0      | 4        | 50.0%             | 227         | 154          | Philp Ahwesh                              | Washington, PA Charleroi, PA | Washington HIgh School Stadium Charleroi High School Stadium (9.000) | 2.772 (over 4 wedstrijden) |
| 3.     | Wilmington Comets     | 10          | 4        | 1      | 5        | 44.4%             | 184         | 216          | Jack Ferrante (1-7) Tony Arichella (8-10) | Wilmington, DE               | Baynard Stadium                                                      | 3.905 (over 5 wedstrijden) |

| Plaats | Naam               | Wedstrijden | Gewonnen | Gelijk | Verloren | Winst- percentage | Punten voor | Punten tegen | Hoofdcoach                           | Plaats            | Stadion (capaciteit)               | Toeschouwersgemiddelde                                                |
| ------ | ------------------ | ----------- | -------- | ------ | -------- | ----------------- | ----------- | ------------ | ------------------------------------ | ----------------- | ---------------------------------- | --------------------------------------------------------------------- |
| 1.     | Mobile Tarpons     | 10          | 5        | 1      | 4        | 55.6%             | 191         | 239          | Ed Baker                             | Mobile, AL        | Ladd Stadium (40.000)              | 4.982 (over 3 wedstrijden, 2 wedstrijden onbekend toeschouwersaantal) |
| 2.     | Florida Brahmans   | 10          | 4        | 0      | 6        | 40.0%             | 174         | 179          | Larry Libertore                      | Lakeland, FL      | Bryant Stadium (7.500)             | 3.919 (over 5 wedstrijden)                                            |
| 3.     | Huntsville Rockets | 6           | 2        | 0      | 4        | 33.3%             | 91          | 192          | Bobby Luna (1-2) Bobby Skelton (3-6) | Huntsville, AL    | Goldsmith-Schiffman Field (10.500) | 4.900 (over 2 wedstrijden, 1 wedstrijd onbekend toeshouwersaantal)    |
| 4.     | Baltimore Broncos  | 2           | 0        | 0      | 2        | 00.0%             | 20          | 30           | Joe Bartlinski                       | Brooklyn Park, MD | Brooklyn Park HIgh School Field    | 500 (over 1 wedstrijd)                                                |

|                   | 1 | 2  | 3 | 4 | Totaal |
| ----------------- | - | -- | - | - | ------ |
| Annapolis Sailors | 0 | 26 | 7 | 7 | 40     |
| Mobile Tarpons    | 6 | 7  | 0 | 0 | 13     |

|                   |                                             | Annapolis Sailors | Mobile Tarpons |
| ----------------- | ------------------------------------------- | ----------------- | -------------- |
| Mobile Tarpons    | John Torok (1 yard run)                     |                   | 6 (6)          |
|                   | Kick Hugh McInnis blocked                   |                   | -              |
| Mobile Tarpons    | Hugh McInnis (3 yard pass from John Torok)  |                   | 6 (12)         |
|                   | Kick Hugh McInnis                           |                   | 1 (13)         |
| Annapolis Sailors | Ed Buettner (19 yard pass from M.L. Agnew)  | 6 (6)             |                |
|                   | Kick John Leypoldt                          | 1 (7)             |                |
| Annapolis Sailors | Hezekiah Braxton (7 yard run)               | 6 (13)            |                |
|                   | Kick failed                                 | -                 |                |
| Annapolis Sailors | Joe Hernandez (4 yard pass from JohnThomas) | 6 (19)            |                |
|                   | Kick failed                                 | -                 |                |
| Annapolis Sailors | Hezekiah Braxton (1 yard run)               | 6 (25)            |                |
|                   | Kick John Leypoldt                          | 1 (26)            |                |
| Annapolis Sailors | Bob Burton (8 yard interception return)     | 6 (32)            |                |
|                   | Kick John Leypoldt                          | 1 (33)            |                |
| Annapolis Sailors | Bob Headen (40 yard run)                    | 6 (39)            |                |
|                   | Kick John Leypoldt                          | 1 (40)            |                |

| Plaats | Naam           | Club                                  | TOT | TD | XP | FG |
| ------ | -------------- | ------------------------------------- | --- | -- | -- | -- |
| 1.     | Ed Buettner    | Annapolis Sailors / Baltimore Broncos | 56  | 9  | 2  | 0  |
| 2.     | Hugh McInnis   | Mobile Tarpons                        | 55  | 6  | 10 | 3  |
| 3.     | Bob Paremore   | Flordia Brahmans                      | 48  | 8  | 0  | 0  |
| 4.     | John Leypoldt  | Annapolis Sailors                     | 48  | 0  | 30 | 6  |
| 5.     | B.W. Cheeks    | Mobile Tarpons                        | 42  | 7  | 0  | 0  |
|        | Joe Hernandzes | Annapolis Sailors                     | 42  | 7  | 0  | 0  |
|        | Jerry Simmons  | Pennsylvania Mustangs                 | 42  | 7  | 0  | 0  |

TOT = Total; TD = Touchdown; XP = Extra Point; FG = Field Goal.

## Seizoen 1966
Het tweede en laatste seizoen bestond de League uit acht teams verdeeld over een "Gouden Divisie" en een "Blauwe Divisie". Van de teams die deelnamen aan de competitie in 1965 waren er nog drie teams over, te weten Mobile Tarpons, Huntsville Rockets en Florida Brahmans, nu uitkomend onder de naam Lakeland Brahmans. De overige teams namen deel aan de Alantic Coast Football League (Wilmington Comets -als Wilmington Clippers- en Annapolis Sailors -als Virginia Sailors-) of waren gestopt met hun football-activiteiten.
De nieuwe teams kwamen vanuit de Southern Football League (Knoxville Bears, nu uitkomende onder de naam Knoxville SOK; Chattanooga Cherokees, nu Chattanooga Redskins; Jacksonville Robins, nu Jacksonville Jaguars) of waren nieuw opgerichte franchises (St. Petersburg Blazers en Savannah Chiefs).
Het seizoen kenmerkte zich dat doordat veel teams de competitie niet uitspeelden. Al eerste stopte Savannah Chiefs eind september na 3 nederlagen (waaronder een 7-41 en 7-42 verlies regen resp. Lakeland Flordia en Jacksonville Jaguars) waarna op 17 oktober Huntsville Rockets vanwege het niet betalen van 1.700 dollar aan de League zich moest terugrekken. Twee dagen later staakte Mobile Tarpons zijn activteiten waarna dezelfde maand Knoxville SOK zich terugtrok. Verrassend speelde Chattanooga Redskins de competitie ondanks dramatische bezoekersaantallen de competitie wel uit. Zo trok de wedstrijd tussen Chattanooga Redskins en Huntsville Rockets op 17 september welgeteld 40 toeschouwers. Een groot contrast gezien het bezoekersaantal van de Florida-derby tussen St. Petersburg Blazers en Jacksonville Jaguars welke op 17 september door maarliefst 12.862 toeschouwers werd bezocht. Dit treffen was overigens het enige gelijkspel (21-21) in de door terugtrekkende teams geplaagde competitie.
Sportief gezien waren St. Petersburg Blazers en Lakeland Florida overduidelijk de sterkten. Met grote overmacht wonnen de beide teams hun divisie. De League-finale vond plaats op zaterdag 12 november 1966. Voor 5.216 toeschouwers waren in een uitpuilend Jack White Stadium in Clearwater, Florida (capaciteit 4.200) St. Petersburg Blazers overduidelijk de sterksten (40-9). Mede oorzaak van het grote Lakeland-verlies was het vlak voor de finale opeisen van de door Miami Dolphins aan Lakeland Floridia uitgeleende quarterback John Stofa.
Na het seizoen werden werd de NAFL opgeheven. Lakeland Florida probeerde zich nog wel in te schrijven voor de Continental Football League maar kon waarschijnlijk niet aan het inschrijfgeld voldoen. St. Petersburg Blazers was, ondanks een hoog toeschouwersaantal, bijna failliet.
| Plaats | Naam                 | Wedstrijden | Gewonnen | Gelijk | Verlore | Winst- percentage | Punten voor | Punten tegen | Hoofdcoach                          | Plaats         | Stadion (capaciteit)               | Toeschouwersgemiddelde                                               |
| ------ | -------------------- | ----------- | -------- | ------ | ------- | ----------------- | ----------- | ------------ | ----------------------------------- | -------------- | ---------------------------------- | -------------------------------------------------------------------- |
| 1.     | Lakeland Brahmans    | 11          | 9        | 1      | 1       | 90.0%             | 301         | 115          | Buford Long                         | Lakeland, FL   | Bryant Stadium (7.500)             | 4.356 (over 5 wedstrijden, 2 wedstrijden onbekend toeschouwersaantal |
| 2.     | Huntsville Rockets   | 8           | 5        | 0      | 3       | 50.0%             | 213         | 177          | Freck League                        | Huntsville, AL | Goldsmith-Schiffman Field (10.500) | 4.299 (over 3 wedstrijden)                                           |
| 3.     | Savannah Chiefs      | 7           | 2        | 0      | 5       | 44.4%             | 90          | 192          | Bud Herrin (1-3) Don King (4-7)     | Savannah, GA   |                                    | 3.627 (over 4 wedstrijden)                                           |
| 4.     | Chattanooga Redskins | 10          | 0        | 0      | 10      | 33.3%             | 31          | 426          | Bobby Hoppe (1-5) Bud Herrin (6-10) | Rossville, GA  | Hutcheson Memorial Field           | 507 (over 4 wedstrijden)                                             |

| Plaats | Naam                   | Wedstrijden | Gewonnen | Gelijk | Veloren | Winst- percentage | Punten voor | Punten tegen | Hoofdaoch       | Plaats             | Stadion (capaciteit)              | Toeschouwersgemiddelde     |
| ------ | ---------------------- | ----------- | -------- | ------ | ------- | ----------------- | ----------- | ------------ | --------------- | ------------------ | --------------------------------- | -------------------------- |
| 1.     | St. Petersburg Blazers | 11          | 9        | 1      | 1       | 90.0%             | 363         | 163          | Forrest Page    | St. Petersburg, FL | Northest High School Park (9.958) | 7.471 (over 6 wedstrijden) |
| 2.     | Mobile Tarpons         | 8           | 4        | 0      | 4       | 62.5%             | 215         | 97           | Ed Baker        | Mobile, AL         | Ladd Stadium (40.000)             | 4.050 (over 4 wedstrijden) |
| 3.     | Knoxville SOK          | 9           | 4        | 0      | 5       | 28.6%             | 222         | 207          | Gordon Polofsky | Knoxville, TN      | Evans-Collins Field               | 2.401 (over 6 wedstrijden) |
| 4.     | Jacksonville Jaguars   | 12          | 4        | 0      | 8       | 00.0%             | 183         | 241          | Al Bassett      | Jacksonville, FL   | Gator Bowl (62.000)               | 4.577 (over 4 wedstrijden) |

|                        | 1  | 2  | 3 | 4 | Totaal |
| ---------------------- | -- | -- | - | - | ------ |
| Lakeland Brahmans      | 3  | 0  | 6 | 0 | 9      |
| St. Petersburg Blazers | 14 | 20 | 6 | 0 | 40     |

|                        |                                                | Lakeland Blazers | St. Petersburg Blazers |
| ---------------------- | ---------------------------------------------- | ---------------- | ---------------------- |
| St. Petersburg Blazers | Jim Puglisi (2 yard run)                       |                  | 6 (6)                  |
|                        | Kick Carl Nicks                                |                  | 1 (7)                  |
| Lakeland Brahmans      | Ron Perez (45 yard field goal)                 | 3 (3)            |                        |
| St. Petersburg Blazers | Jimmy Jordan (72 yard run)                     |                  | 6 (13)                 |
|                        | Kick Carl Nicks                                |                  | 1 (14)                 |
| St. Petersburg Blazers | Willie Booker (33 yard pass from Billy Turner) |                  | 6 (20)                 |
|                        | Kick Carl Nicks                                |                  | 1 (21)                 |
| St. Petersburg Blazers | Shinholser (21 yard interception return)       |                  | 6 (27)                 |
|                        | Kick failed                                    |                  | -                      |
| St. Petersburg Blazers | Jim Puglisi (2 yard run)                       |                  | 6 (33)                 |
|                        | Kick failed                                    |                  | -                      |
| St. Petersburg Blazers | John Perry (3 yard pass from Blly Turner)      |                  | 6 (39)                 |
|                        | Kick Carl Nicks                                |                  | 1 (40)                 |
| Lakeland Brahmans      | Jimmy Pettus (22 yard pass from Ron Perez)     | 6 (9)            |                        |
|                        | Kick failed                                    | -                |                        |

| Plaats | Naam           | Club                   | TOT | TD | XP | FG |
| ------ | -------------- | ---------------------- | --- | -- | -- | -- |
| 1.     | Jimmy Jordan   | St. Petersburg Blazers | 102 | 17 | 0  | 0  |
| 2.     | John Sykes     | Lakeland Florida       | 72  | 12 | 0  | 0  |
| 3.     | Willie Brooker | St. Petersburg Blazer  | 66  | 11 | 0  | 0  |
| 4.     | Henry Holigan  | Mobile Tarpons         | 61  | 9  | 4  | 1  |
| 5.     | Ken Farmer     | Huntsville Rockets     | 60  | 7  | 18 | 0  |

TOT = Total; TD = Touchdown; XP = Extra Point; FG = Field Goal.